# Сан Лоренцо Нуово
Вижте пояснителната страница за други значения на Сан Лоренцо.
Сан Лорѐнцо Нуо̀во (на италиански: San Lorenzo Nuovo) е село и община в Централна Италия, провинция Витербо, регион Лацио. Разположено е на 503 m надморска височина. Населението на общината е 2134 души (към 2010 г.).